# Timothy McClement

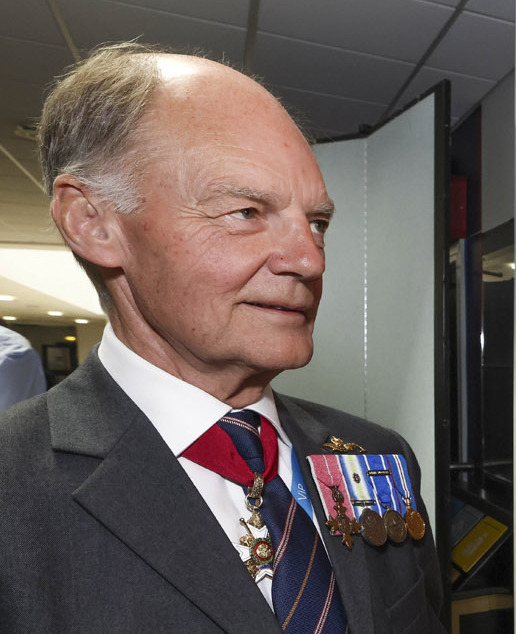
Timothy McClement

Sir Timothy „Tim“ Pentreath McClement, KCB, OBE (* 16. Mai 1951) ist ein ehemaliger britischer Seeoffizier der Royal Navy, der zuletzt als Vizeadmiral (Vice-Admiral) von 2004 bis 2006 stellvertretender Oberkommandierender der Flotte (Deputy Commander, The Fleet) war.

## Leben

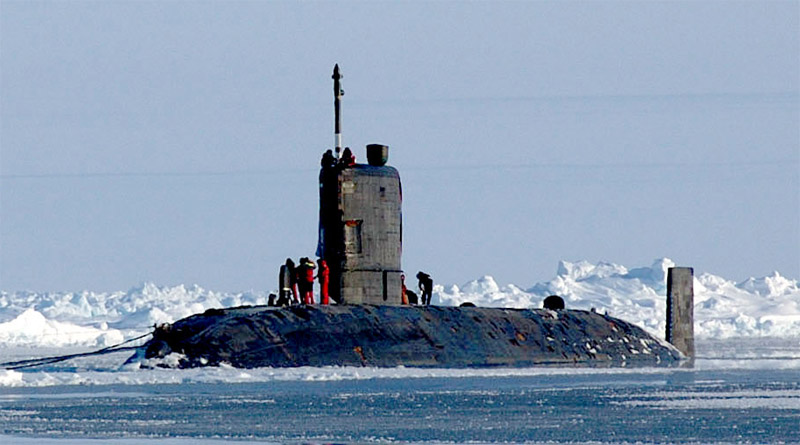
McClement fungierte von 1989 bis 1992 als Kommandant des zur Trafalgar-Klasse gehörenden Atom-U-Bootes Tireless.

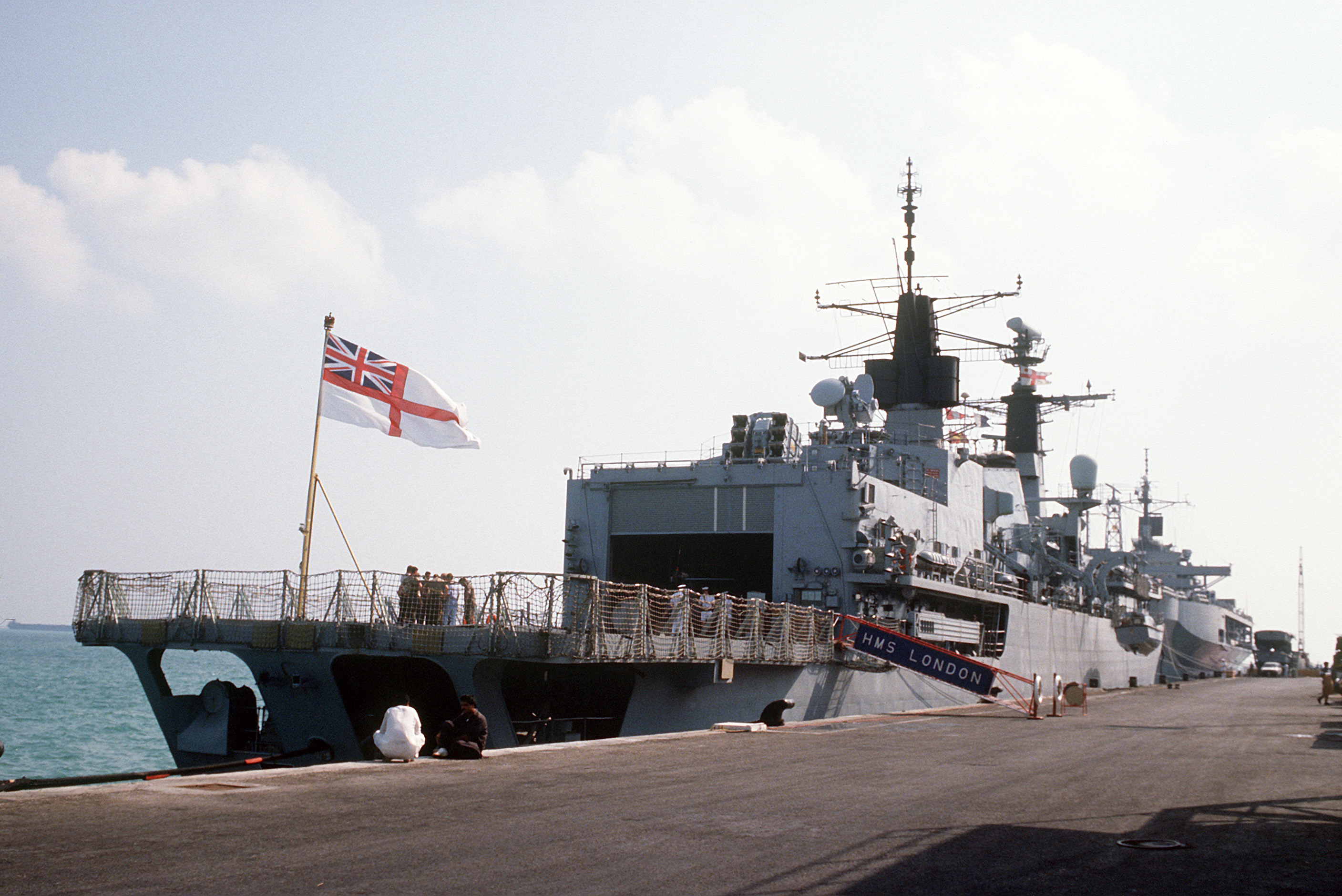
Kapitän zur See McClement war zwischen 1992 und 1994 Kommandant der London, einer Fregatte der Broadsword-Klasse.

Timothy „Tim“ Pentreath McClement begann nach dem Besuch der Douai School in Upper Woolhampton in Berkshire eine Ausbildung zum Seeoffizier am Britannia Royal Naval College (BRNC) in Dartmouth und trat 1969 in die Royal Navy (RN) ein. Nach verschiedenen darauf folgenden Verwendungen als Seeoffizier war er während des Falklandkrieges 1982 stellvertretender Kommandant (Second-in-Command) des zur Churchill-Klasse gehörenden Atom-U-Bootes Conqueror, welches am 2. Mai 1982 den argentinischen Leichten Kreuzer General Belgrano versenkte. 1983 wurde er Kommandant (Commanding Officer) des zur Oberon-Klasse gehörenden diesel-elektrisch betriebenen U-Bootes Opportune sowie 1985 Stabskapitän für die U-Boot-Seeausbildung (Staff Captain Submarine Sea Training), ehe er zwischen 1987 und 1989 Kommandeur des Qualifizierungslehrgangs für U-Boot-Kommandanten (Submarine Commander’s Qualifying Course) war. Im Anschluss fungierte er von 1989 bis 1992 als Kommandant des zur Trafalgar-Klasse gehörenden Atom-U-Bootes Tireless und erhielt für seine Verdienste 1990 das Offizierskreuz des Order of the British Empire (OBE).
Im Dezember 1992 übernahm Kapitän zur See (Captain) McClement den Posten als Kommandant der London, eine Fregatte der Broadsword-Klasse, und hatte dieses Kommando bis 1994 inne. Im Anschluss war er von 1994 bis 1996 im Marinestab im Verteidigungsministerium des Vereinigten Königreichs als Stabsoffizier in der Abteilung Stabsdienste tätig und war daraufhin zwischen 1996 und Mai 1997 verantwortlicher Offizier für den Aufbau der Planungsabteilung im Ständigen Gemeinsamen Hauptquartier (Permanent Joint Headquarters) in Northwood. Er fungierte danach von Mai 1997 bis August 1999 als Kommodore (Commodore) als stellvertretender Flaggoffizier und Chef des Stabes der U-Bootverbände der Flotte (Deputy Commander / Chief of Staff, Submarines, The Fleet). Daraufhin war er zwischen August 1999 und April 2001 Kommodore des 2. Fregattengeschwaders (Commanding, 2nd Frigate Squadron) sowie in Personalunion von August 1999 und April 2001 auch Kommandant der ebenfalls zur Broadsword-Klasse gehörenden Fregatte Cornwall.
Nach seiner Beförderung zum Konteradmiral (Rear-Admiral) löste Tim McClement im April 2001 Konteradmiral James Burnell-Nugent als Assistierender Chef des Marinestabes (Assistant Chief of the Naval Staff) ab. Er bekleidete diesen Posten bis Mai 2003, woraufhin Konteradmiral Adrian Johns seine Nachfolge antrat. Im Anschluss wurde er im Juni 2003 Chef des Stabes für Kriegsführung der Flotte (Chief of Staff (Warfare), The Fleet) und verblieb in diesem Amt bis Juni 2004.
Zuletzt wurde er zum Vizeadmiral (Vice-Admiral) befördert und im Juni 2004 Nachfolger von Vizeadmiral Sir Mark Stanhope als stellvertretender Oberkommandierender der Flotte (Deputy Commander, The Fleet). Er hatte diese Funktion bis zu seinem Ausscheiden aus dem aktiven Militärdienst im Oktober 2006 inne und wurde danach von Vizeadmiral Sir Paul Boissier abgelöst. Am 17. Juni 2006 wurde er zum Knight Commander des Order of the Bath (KCB) geschlagen, so dass er fortan den Namenszusatz „Sir“ führte. Nach seinem Eintritt in den Ruhestand engagiert er sich als Vorsitzender des Royal Navy Submarine Museum in Gosport.